# Йоні Гонсалес
Йоні Гонсалес (ісп. Yony González, нар. 11 липня 1994, Медельїн) — колумбійський футболіст, півзахисник бразильського клубу «Флуміненсе».
Виступав, зокрема, за клуб «Атлетіко Хуніор», з яким став чемпіоном і володарем Кубка Колумбії, а також олімпійську збірну Колумбії.

## Клубна кар'єра
Народився 11 липня 1994 року в місті Медельїн. Вихованець футбольної школи клубу «Енвігадо». Дорослу футбольну кар'єру розпочав 2013 року в основній команді того ж клубу, в якій провів три сезони, взявши участь у 67 матчах чемпіонату, забивши 10 голів.
Своєю грою за цю команду привернув увагу представників тренерського штабу клубу «Атлетіко Хуніор», до складу якого приєднався на початку 2016 року. Відіграв за команду з Барранкільї наступні три сезони своєї ігрової кар'єри. Більшість часу, проведеного у складі «Атлетіко Хуніора», був основним гравцем команди. У 2017 році Гонсалес допоміг команді виграти Кубок Колумбії. 6 грудня 2018 року в першому фінальному матчі Південноамериканського кубка проти «Атлетіку Паранаенсі» відзначився забитим м'ячем. Однак за підсумками двох матчів «Хуніор» поступився бразильцям і не здобув трофей. Крім того, того ж року він став чемпіоном Колумбії, забивши один з голів своєї команди у фіналі, забивши 11 голів у 54 матчах того року. 
У січні 2019 року Гонсалес приєднався до бразильського «Флуміненсе», підписавши однорічний контракт. По його завершенні, 10 січня 2020 року, Гонсалес підписав контракт з португальською «Бенфікою» терміном до 2024 року. Втім за першу команду лісабонців Йоні так жодної гри і не зіграв, натомість виступав на правах оренди за бразильський «Корінтіанс», американський «Лос-Анджелес Гелаксі», бразильську «Сеару» та колумбійське «Депортіво Калі». Після цього 31 січня 2023 року він розірвав контракт із «Бенфікою» за взаємною згодою.
1 лютого 2023 року Гонсалес приєднався до португальського «Портімоненсі», уклавши контракт до кінця сезону. За команду зіграв у 16 іграх Прімейри, після чого 6 липня 2023 року Гонсалес повернувся у «Флуміненсе», приєднавшись до клубу на правах вільного агента та підписавши контракт до кінця 2024 року. З «Флуміненсе» він виграв Кубок Лібертадорес 2023 року.

## Виступи за збірну
У плей-офф відбору на Олімпійські ігри 2016 року Гонсалес зіграв у складі олімпійської збірної Колумбії у грі-відповіді проти Сполучених Штатів. Його команда змогла успішно перемогти і таким чином кваліфікуватися на турнір. Однак на самих Олімпійських іграх його вже не було в складі.

## Титули і досягнення
- Чемпіон Колумбії (1):

«Атлетіко Хуніор»: Фіналізасьйон 2018
- Володар Кубка Колумбії (1):

«Атлетіко Хуніор»: 2017
- Володар Кубка Лібертадорес (1):

«Флуміненсе»: 2023